# Évolvabilité

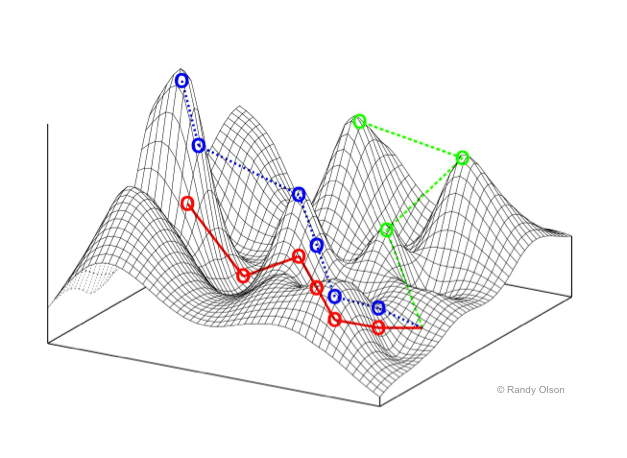
Profil de fitness trans-environment avec deux caractères montrant le degré de sélectabilité d'un phénotype selon un gradient d'expression des caractères en jeu.

L’évolvabilité, ou évoluabilité, ou encore adaptabilité évolutionnaire, est un concept majeur de la biologie évolutive du développement, qui désigne la capacité d’un organisme à générer de la variation phénotypique héritable en réduisant les mutations désavantageuses ou létales. En d’autres termes, certains changements génétiques seront avantagés chez un organisme vivant grâce à différents processus. Par la suite, le caractère évolue par le biais de la sélection naturelle, et donc ces variations sont aussi sélectionnables. Conséquemment, le concept d’évolvabilité sous-tend qu’il y a des mécanismes au sein des organismes vivants complexes, notamment chez les métazoaires, qui leur permettent d’évoluer et de générer des variations viables plus souvent que les mutations aléatoires et la sélection naturelle ne le laisseraient croire. Le degré d’évolvabilité d’un organisme ou d’une espèce peut être lui-même sujet à la sélection naturelle et évoluer, le cas échéant,.
Les mécanismes qui rendent possible cette diversité selon le concept de l'évolvabilité sont les changements aléatoires dus à des processus de développement, notamment la modularité, la robustesse, la flexibilité, le lien quelquefois faible entre la région régulatrice avec son ou ses facteurs de transcription et les mécanismes exploratoires. Ces outils permettent que les processus évolutifs des organismes complexes soient plus souvent viables et permettent donc la diminution des variations génotypiques mortelles.

## Histoire
Les premiers biologistes à discuter de l'idée d'évolvabilité et à faire référence à l'hypothèse que les mutations aléatoires et la sélection naturelle ne sont pas les seules à permettre la variation dans un organisme et, éventuellement, dans une population sont Baldwin, Osborn et Conway Lloyd Morgan (en) au début du XXe siècle. Par la suite, Schmalhaussen et Waddington apportent une réflexion sur une norme de réaction adaptative comme source de diversité, c’est-à-dire que les organismes d'une population qui sont soumis à un ou plusieurs facteurs de stress auront un phénotype altéré, et cela sans changer leur génome : c'est le début de l'épigénétique. Certains des individus qui ont cette plasticité peuvent intégrer ces changements à leurs génomes et les rendre héritables, et ainsi stabiliser la réponse adaptative. Puis, au début des années 1990, Liem, Wake, Alberch, Gould, Oste, Dawkins et Wagner proposent que certains génotypes ont des propriétés qui facilitent la génération de nouvelles variations au sein d'un individu et, plus largement, au sein des populations. Dawkins est le premier à utiliser le terme evolvability pour expliquer ce concept.
L'évolvabilité reste un sujet de débats entre les biologistes évolutionnaires et du développement. Les deux principales raisons en sont, d'abord, que le concept d'évolvabilité est défini de nombreuses façons, et, ensuite, que l’hypothèse de l’évolvabilité est rejetée par des biologistes au profit de celle du moindre coût[réf. nécessaire].

## Individuversuspopulation
Le concept d’évolvabilité peut être appliqué autant à l'échelle de l'individu qu'à celle que de la population, et plus largement à l'échelle de l'espèce.
Lorsqu’il est question du concept d’évolvabilité au niveau de l’individu, celui-ci se définit par rapport à la facilité relative des différents types de remodelage du patron de développement, en tant que variations viables et pertinentes par des mécanismes évolutifs, notamment la modularité, le biais de développement, la flexibilité de génome. 
Le concept d’évolvabilité peut aussi s’étendre au niveau des populations biologiques. Il renvoie alors à la propagation dans la population des différents patrons de remodelage selon l'environnement. Dans ce contexte, on peut voir la sélection directionnelle comme une barrière à l’évolvabilité au niveau de la population, car elle empêche plusieurs phénotypes de coexister.

## Modèle de variations simplifiées

L'évolution d'une population selon un modèle de paysage adaptatif dynamique.

Selon la théorie de la sélection naturelle, le bagage génétique d’un individu se transmet d’une génération à une autre. Ce bagage subit de légères modifications aléatoires qui sont différentes d'un individu à l'autre. Ceux qui ont une meilleure valeur sélective auront une plus grande descendance, et leurs gènes seront donc plus largement répandus dans leurs populations. L'idée que ces mutations aléatoires sont une source de variation au sein des populations, et plus largement des espèces, est largement acceptée au sein de la communauté scientifique. Cependant, les mutations sont le plus souvent néfastes pour les individus qui les portent. Très peu des mutations sont neutres et encore moins sont bénéfiques pour les organismes. Nous observons pourtant dans le monde une grande diversité souvent avantageuse et adaptée à l'habitat de l'individu, autant au niveau des individus que des populations ou des espèces.
Certaines simulations mathématiques démontrent la même chose : dans ces modèles, on ne retrouve pas une variabilité aussi importante et viable à la fois que dans la vie réelle, par un processus basé uniquement sur les mutations aléatoires chez les individus. Les facteurs réels de cette variabilité sont donc, soit autres que les mutations aléatoires, soit plus variés.
D’autres preuves viennent s’ajouter du point de vue de la biologie développementale : l’analyse des séquences d'ADN à travers les métazoaires montre que des régions entières sont préservées et quelquefois réorganisées, notamment par un brassage d'exons. Au sein d’un même individu, la même chose est retrouvée; des séquences sont dupliquées et utilisées différemment.
Le concept d’évolvabilité vient pallier les lacunes du modèle basé seulement sur les mutations aléatoires et la sélection naturelle. Il permet de repenser l’évolution des espèces[précision nécessaire]. Il permet aussi de comprendre comment les organismes vivants parviennent si vite et si efficacement à s’adapter à des modifications importantes de leur environnement[Par exemple ?]. Celui-ci est souvent en changement, ce qui leur demande une grande souplesse génotypique et phénotypique[pas clair].

## La boîte à outils évolutive
[incompréhensible]
Le concept d’évolvabilité chapeaute une multitude de mécanismes qui permettent de générer une grande diversité phénotypique selon les conditions de l'environnement. L’ensemble de ces mécanismes pourrait être surnommé boîte à outils évolutive, et implique que la majorité des changements évolutionnaires concernent des changements de la régulation des gènes selon le temps, l’endroit, la quantité ou bien entre différents mélanges de ces variables. Voici une liste non-exhaustive de mécanismes qu’on croit reliés au concept d’évolvabilité.

### Cascade de réactions enzymatiques et cooptation
L’utilisation d’une cascade de réactions enzymatiques préexistante au sein d’une partie d’un organisme qui[Quoi ?] est régulée différemment, soit par le lieu, le temps ou bien la quantité, permet de générer une panoplie de nouveaux phénotypes souvent viables, et par la suite soumis à la sélection naturelle. En changeant la région régulatrice d’un gène, le gène reste intact et produit toujours une protéine fonctionnelle. Ce phénomène est nommé cooptation.

### Les changements évolutifs via la modularité
La modularité biologique est définie en biologie évolutive et développementale comme l'organisation d'un organisme par unités extrêmement corrélées avec peu d'interactions entre les différentes unités. Les systèmes biologiques chez un organisme multicellulaire, quel que soit son schéma corporel, sont organisés en modules. Un des avantages de ce mode d’organisation du vivant tient à ce que, si la pléiotropie d'un gène est circonscrite à une fonction ou module, les changements par une mutation affectent un caractère ou une fonction à la fois et permettent une souplesse entre les différents modules. La modularité permet à l’adaptation d’être moins contrainte.
La modularité peut aussi être vue au niveau des gènes. Si un changement évolutif altère l'expression d'un gène, les éléments en aval seront aussi altérés. Cependant, ils seront restreints à un tissu spécifique ou à un stade développemental spécifique, plutôt que généralisés à tout l'organisme.

### Biais de développement
Le biais de développement fait référence au fait que la variation dans le processus développemental d’un individu est souvent directionnelle, c’est-à-dire  que certains remodelages de patron développementaux sont plus aisément accessibles que d’autres. Cela permet aussi de faciliter l’évolution dans certaines directions en un biais positif à certains phénotypes et un biais négatif à d’autres phénotypes.

### Normes de réactions et plasticité phénotypique
La norme de réaction d’un génome est définie comme tous les phénotypes que celui-ci peut produire sous des conditions environnementales différentes. On fait donc référence ici à la plasticité phénotypique. Le concept d’évolvabilité inclut les mécanismes produisant un certain phénotype comme pouvant être plus facilement assimilable génétiquement, car déjà existant selon certaines conditions[pas clair]. Ce mécanisme serait une façon exploratoire de produire une variabilité génétique viable.

## Applications
L’évolvabilité est un concept important pour bien comprendre comment s’est faite l’évolution à travers le temps des différentes espèces présentes de nos jours. L’évolvabilité est ses mécanismes tentent d’ajouter une explication pour préciser le modèle de l’évolution synthétique. La compréhension de la globalité du concept permet de mieux comprendre le fonctionnement d’un organisme et comment faire évoluer les organismes, les populations et les espèces. Corollairement, certaines applications pourraient être utiles en médecine et en agriculture. 
Lorsqu’on parle de santé humaine, beaucoup de virus, bactéries, champignons évoluent et deviennent résistants au système immunitaire de leur hôte. On voit par exemple apparaitre chez les bactéries des résistances aux antibiotiques couramment utilisés en médecine.  C’est la même chose lorsqu’il est question des parasites dans le domaine de l’agriculture. Les plantes sont les hôtes de parasites qui souvent deviennent résistants aux pesticides et aux herbicides. En comprenant mieux comment l’évolvabilité peut jouer un rôle crucial dans la question de l’évolution nous, pourrions améliorer grandement les modèles prédictifs épidémiques actuels et neutraliser ou bien ralentir le développement d’organismes dotés de résistances indésirables.